# Amaia Arruabarrena-Aristorena
Amaia Arruabarrena-Aristorena (San Sebastián, 1987)es una investigadora española, licenciada en Biología y Biotecnología por la Universidad Complutense de Madrid, máster en Biociencias Moleculares por la Universidad Autónoma de Madrid y doctora en Biología Molecular y Biomedicina por la Universidad del País Vasco. En 2022 recibió el Premio L'Oréal-UNESCO a Mujeres en Ciencia.

## Trayectoria
Entre los años 2012 y 2016 realizó sus estudios predoctorales en el Centro de Investigación Cooperativa en Biociencias (CICbioGUNE) enfocados en la identificación de impulsores metabólicos del cáncer de próstata. Se doctoró en 2016 en Biología Molecular y Biomedicina. Tras doctorarse, se trasladó a Nueva York donde trabajó en el centro de investigación contra el cáncer Memorial Sloan Kettering Cancer Center (MSKCC) contribuyendo como becaria postdoctoral, desde noviembre de 2016 hasta agosto de 2020. En 2020 regresó al País Vasco incorporándose al laboratorio de Señalización Celular del Cáncer y Metabolismo del CICbioGUNE, donde también ocupa el puesto de investigadora Postdoctoral, con una beca Juan de la Cierva Incorporación. En 2022 recibió la beca Junior leader La Caixa Retaining para continuar con su investigación.
Desde 2023 ejerce como coordinadora de investigación en la Universidad del País Vasco/Euskal Herriko Unibertsitatea, realizando estudios sobre el cáncer de mama. Busca sentar las bases de la regulación epigenética en el cáncer de mama para desarrollar mejores terapias personalizadas para los pacientes. Algunos de sus trabajos han sido publicados en revistas científicas de referencia como Nature, Cancer Cell y Science Advances.

## Reconocimientos
En 2021 fue seleccionada por Ikerbasque Research Fellowship, un proyecto de la Fundación Vasca para la Ciencia que ofrece contratos de investigación de cinco años dirigidos a científicos y científicas jóvenes.Ese mismo año también recibió la Ayuda para jóvenes investigadores Ramón y Cajal dependiente del Ministerio de Ciencia e Innovación.
En 2022 fue galardonada con el premio Premio L'Oréal-UNESCO a Mujeres en Ciencia que busca mejorar la visibilidad de las mujeres en la ciencia. Su línea de investigación ha sido financiada por un proyecto Generación de conocimiento 2022 del Ministerio de Ciencia e Innovación.
En 2025, el Gobierno Vasco e Ikerbasque reconocieron su labor como “investigadora prometedora” durante el acto anual de visibilización de mujeres científicas en Euskadi, destacando su trayectoria en investigación biomédica en el País Vasco .